# Saint-Albin-de-Vaulserre
Saint-Albin-de-Vaulserre település Franciaországban, Savoie megyében. Lakosainak száma 421 fő (2022. január 1.). Saint-Albin-de-Vaulserre Saint-Martin-de-Vaulserre, Domessin, Voissant, Saint-Béron, Saint-Bueil és Saint-Jean-d’Avelanne községekkel határos.

## Népesség
A település népessége az elmúlt években az alábbi módon változott:
| Lakosok száma | 318  | 328  | 351  | 354  | 397  | 400  | 405  | 410  | 414  | 421  |
|               | 1968 | 1982 | 1990 | 2006 | 2013 | 2015 | 2017 | 2019 | 2020 | 2022 |